# Construção
Construção (Costruzione) è una canzone composta da Chico Buarque fu inclusa nell'omonimo album, pubblicato dalla Phonogram/Philips.
Nel 2009, "Construção" è stata classificata dalla rivista "Rolling Stone Brazil" come la migliore canzone brasiliana di tutti i tempi.

## Storia e significato
La canzone è stata composta durante uno dei periodi più duri del regime militare in Brasile, poco dopo che Buarque era tornato dall'Italia, dove si era precedentemente trasferito a causa della minaccia di persecuzione politica.

### La versione in italiano
Fu realizzata una versione in italiano del brano con il testo di Sergio Bardotti con il titolo La costruzione che fu interpretata da Anna Identici e da Ornella Vanoni. Nel 1977 ne fece una nuova versione Enzo Jannacci pubblicata nell'album Secondo te...Che gusto c'è?.